# Bucknell Bison
Bucknell Bison (español: Bisonte de Bucknell) es el equipo deportivo de la Universidad Bucknell, situado en Lewisburg, Pensilvania, fundado en 1846. Los equipos de los Bison participan en las competiciones universitarias organizadas por la NCAA, y forman parte de la Patriot League.

## Programa deportivo
Los Bison participan en las siguientes modalidades deportivas:
| - Masculino - Baloncesto - Fútbol americano - Cross - Golf - Atletismo - Natación y Saltos - Béisbol - Lacrosse - Fútbol - Tenis - Lucha libre - Waterpolo |  | - Femenino - Baloncesto - Hockey sobre hierba - Hockey sobre hielo - Cross - Voleibol - Atletismo - Natación y Saltos - Softball - Lacrosse - Fútbol - Tenis - Waterpolo |

### Baloncesto
El equipo masculino de baloncesto ha llegado en 4 ocasiones al Torneo de la NCAA, dos de ellas siendo miembro de la Patriot League, en los años en los que ganó el campeonato de la comferencia, 2005 y 2006. Se convirtió en el primer equipo de la Patriot en ganar un partido de la fase final de la NCAA, al sorprender a la Universidad de Kansas en la primera ronda de 2005 ganando 64-63.
Sólo dos de sus jugadores han llegado a entrar en el Draft de la NBA, aunque ninguno de ellos llegó a jugar como profesional.

### Béisbol
La Universidad de Bucknell es el Alma mater de uno de los mejores jugadores de béisbol de principios del siglo XX, el pitcher Christy Mathewson, que jugó entre 1900 y 1916 en las Ligas Mayores. Otros 21 jugadores de los Bison han llegado a jugar como profesionales.

### Fútbol americano
El equipo de fútbol americano ganó su único título de la Patriot League en 1996. Con anterioridad, cabe destacar que fue el primer equipo en ganar la Orange Bowl, el 1 de enero de 1935, ante la Universidad de Miami por 26-0.
42 de sus jugadores han llegado a jugar como profesionales en la NFL.

## Instalaciones deportivas
- Christy Mathewson-Memorial Stadium es el estadio en el cual juegan los equipos de fútbol americano, el masculino de lacrosse y se desarrollan las competiciones de atletismo. Se construyó en 1924, y en un principio el nombre hizo referencia a los veteranos de la guerra, aunque en 1999 fue renombrado en honor del mítico jugador de béisbol salido de Bucknell, Christy Mathewson.[6]
- Sojka Pavilion es el pabellón donde se disputa el baloncesto masculino y femenino. Fue construido en 2003, y tiene una capacidad para 4.000 espectadores.[7]
- Graham Field es el estadio de hierba artificial donde se disputa el lacrosse femenino y el hockey sobre hierba. Tiene una capacidad para 1000 espectadores sentados, y fue construido en 2003.[8]
- Davis Gim es el pabellón donde se disputa el voleibol y la lucha libre, y que albergó durante 64 años las competiciones de baloncesto hasta que se construyó el Sojka Pavilion. Fue construido en 1938, y tiene una capacidad para 1.100 espectadores.